# Al sesgo
Dans le monde de la tauromachie,  al sesgo  (« en biais ») désigne une manière de « poser », « planter » ou « clouer ».  les banderilles qui peut être effectuée de deux façons différentes : al sesgo por dentro (« en biais par l'intérieur ») ou al sesgo por fuera (« en biais par l'extérieur »).

## Description
Les historiens de la tauromachie sont unanimes pour trouver cette suerte à la fois belle, très risquée et très spectaculaire.
Le sesgo por fuera est utilisé principalement face à des bêtes sans bravoure, qui cherchent refuge vers la barrière et n'en veulent pas sortir. L'animal se place ainsi sur le terrain du matador, qui, à son tour va se placer sur le terrain du taureau. Puis il entame une course parallèle aux planches et, avant la rencontre avec le taureau, il se dirige vers l'extérieur pour inciter l'animal à charger. Il pose les banderilles au moment de la rencontre et continue sa course.
Pour exécuter le sesgo por dentro le torero se glisse entre l'animal et la barrière ce qui lui laisse peu d'échappatoire, et il pose les banderilles face au taureau. C'est encore une pose qui est nécessaire lorsque la bête a « pris querencia » (« s'est réfugiée ») près de la barrière et qu'il faut la déloger. L'homme est parfois perché sur l'estribo pour citer  le taureau. Dès que la bête se déplace, la torero se précipite à toute allure vers la tête sans chercher à « cadrer », il pose les banderilles et continue sa course à toute allure. La course se termine le plus souvent par un saut dans le callejón.